# Hermann Angermeyer
Hermann Angermeyer (* 14. Februar 1876 in Bremen; † 1955, wohl in Fischerhude) war ein deutscher Genre-, Porträt- und Landschaftsmaler sowie Grafiker der Düsseldorfer Schule, der sich in einer späteren Phase seines künstlerischen Schaffens dem Impressionismus zuwandte.

## Leben
Angermeyer studierte von 1890 bis 1892 an der Kunstgewerbeschule Hamburg. Dann besuchte er von 1892 bis 1904 die Kunstakademie Düsseldorf. Dort waren Heinrich Lauenstein, Hugo Crola, Arthur Kampf, Peter Janssen d. Ä. und Adolf Schill seine wichtigsten Lehrer. Angermeyer, der als freischaffender Maler sein Atelier im Haus von Otto Boyer in der Wildenbruchstraße 94 in Düsseldorf-Oberkassel hatte, war Mitglied der Allgemeinen Deutschen Kunstgenossenschaft, der Künstlervereinigung Laetitia und von 1908 bis 1938 des Künstlervereins Malkasten. Nach nur zwei Jahren Ehe starb 1916 seine Ehefrau Elisabeth. Nachdem auch seine Tochter Ursula verstorben war, zog er 1938 endgültig nach Fischerhude, das er seit 1908 im Sommer öfter besucht hatte, und wurde festes Mitglied der dortigen Künstlerkolonie. Seit 1900 nahm Hermann Angermeyer regelmäßig an größeren Ausstellungen teil – 1900: Düsseldorfer Pfingstausstellung; 1904: Große Berliner Kunstausstellung; 1904: Internationale Kunstausstellung Düsseldorf; 1909: München; 1910: Wien; 1937: Haus der Kunst, München. Sein Bild Die Arbeit eines Nähers gehörte 1914 zum Beitrag des Deutschen Reiches auf der Biennale di Venezia.

## Werke (Auswahl)
- Im Atelier, um 1904
- Selbstbildnis, um 1910
- Im Garten (Lesende Frau, Porträt der Ehefrau Elisabeth), um 1910
- Goldlicht im Winter, 1910
- Die Arbeit eines Nähers, 1914
- Porträt des Hamburger Kaufmanns und Senators Gustav Rudolph Gossler, 1914
- Tulpen mit Figur, 1915
- Porträt der Tochter Ursula Angermeyer, um 1920
- Überschwemmte Wümmewiesen, um 1920
- Überschwemmte Wümmewiesen, um 1930
- Vorfrühling, um 1930
- Wümmewiesen, um 1935
- Überschwemmte Wiesen, um 1935
- An der Wümme, um 1940
- Nebeliger Morgen, um 1940
- Winter im Dorf, um 1940
- Häuser im Schnee, um 1940
- Abendstimmung, um 1940
- Abends an der Wümme, um 1940
- Wintermorgen, um 1940
- Frühling in Fischerhude, um 1940
- Wilkens Scheune, um 1940
- Fischerhuder Landschaft, um 1940
- Morgenstimmung an der Wümme, 1943
- Fahrt mit dem Pferdeschlitten, um 1950